# バートリ・アンドラーシュ
バートリ・アンドラーシュ4世（Báthory András, 1562/6年 - 1599年11月3日）は、ハンガリー出身のカトリック教会の枢機卿。ヴァルミャ（エルムラント）の領主司教（在任：1599年）、トランシルヴァニア公（在位：1599年）。またドラゴン騎士団の総長を務めた。

## 生涯
サトマールの代官バートリ・アンドラーシュとその妻マイラート・マルギトとの間に、シュムレウ・チウクで生れた。叔父のポーランド王ステファン・バートリの死後、アンドラーシュはポーランド次期国王候補の1人となり、同国の大法官ヤン・ザモイスキの支持を受けた。しかし即位出来ず、王位はジグムント3世が継いだ。
アンドラーシュは聖職者だったが、1599年に従弟のバートリ・ジグモンドがトランシルヴァニア公を退位すると、トランシルヴァニアの統治を任された。当初ジグモンドの退位は、ハンガリー王を兼ねるためトランシルヴァニアの宗主権者でもある神聖ローマ皇帝ルドルフ2世に公位を引き渡すものだった。しかしジグモンドは考えを変え、自分の後継者にアンドラーシュを選んだのである。
アンドラーシュの即位はかつて彼自身が住んでいたポーランド・リトアニア共和国の支持を受け、オスマン帝国からも承認された。しかしアンドラーシュの即位はオーストリア・トルコ戦争を戦っていた反オスマン同盟に脅威を与え、ミハイ勇敢公率いるワラキアの軍勢、ジョルジョ・バスタ率いるハプスブルク帝国の軍勢からなる連合軍からの攻撃を招いた。アンドラーシュの軍勢は1599年10月28日に敵軍に敗れ、チークセンドモコシュ近郊のパーストルビクに退却したとき、反バートリ派のセーケイ人エルデク・バラージュに殺された。
トランシルヴァニア議会はミハイ勇敢公を皇帝にしてハンガリー王であるルドルフ2世の代理と見なし、ミハイに忠誠を誓った。
| 爵位・家督                | 爵位・家督                  | 爵位・家督                |
| ------------------------- | --------------------------- | ------------------------- |
| 先代 バートリ・ジグモンド | トランシルヴァニア公 1599年 | 次代 バートリ・ジグモンド |